# Spanische Badmintonmeisterschaft 1999
Die Spanische Badmintonmeisterschaft 1999 fand in La Rinconada statt. Es war die 18. Austragung der nationalen Titelkämpfe von Spanien im Badminton.

## Titelträger
| Disziplin    | Sieger                           |
| ------------ | -------------------------------- |
| Herreneinzel | Arturo Ruiz López                |
| Dameneinzel  | Dolores Marco                    |
| Herrendoppel | Arturo Ruiz López Ernesto García |
| Damendoppel  | Dolores Marco Lucía Tavera       |
| Mixed        | Sergio Llopis Ana Ferrer         |